# Carlos Robinson (marino)
Carlos Robinson fue un marino británico que luchó al servicio de la Armada Argentina en la guerra de independencia de la Argentina y en la guerra con el Imperio del Brasil.

## Biografía
Hallándose en la ciudad de Buenos Aires al iniciarse la campaña Naval de 1814 contra la escuadra realistas del Apostadero de Montevideo, Carlos Robinson se incorporó a la escuadra patriota al mando de Guillermo Brown. Embarcado en la fragata Hércules participó del combate de Martín García (1814) siendo ascendido por su comportamiento en esa decisiva victoria a teniente primero graduado el 20 de junio de 1814.
Participó del posterior bloqueo de Montevideo a partir del 20 de abril, del combate naval del Buceo en mayo y de la rendición de la plaza en el mes de junio de 1814.
Finalizada la guerra con España en el Río de la Plata, Robinson permaneció en Buenos Aires como práctico del Río de la Plata dedicándose al cabotaje, pero al acercarse el estallido de la guerra con Brasil el 8 de octubre de 1825 pasó a revistar, como muchos de sus compatriotas, en la escuadra republicana al mando de Guillermo Brown con el grado de teniente efectivo de marina.
Iniciada la guerra del Brasil participó del Ataque a la Colonia del Sacramento (1826) en la noche del 1 de marzo de 1826 al mando de la cañonera N°4. Perdida la sorpresa las cañoneras quedaron bajo un violento fuego de tierra. Robinson y su segundo el teniente Curry mantuvieron la posición hasta las primeras horas del 2 de marzo. El historiador naval Angel Justiniano Carranza, quien conoció a protagonistas del hecho, escribió que Robinson "sin gorra, con el cabello desaliñado y el uniforme salpicado de sangre, con una mano aplicaba la mecha del cañón vengador, en tanto que con la otra atendía a la salvación de la nave confiada a su coraje, cuando un casco de metralla le destroza la pierna. Cae su cuerpo, mas no se entibia su denuedo; y con el gesto, con la acción y la palabra sigue animando a los suyos hasta que una segunda bala corta aquella existencia llamada a brillantes destinos." Pronto, cayeron también su segundo, Curry, y la mayoría de sus tripulantes (sólo sobrevivieron cuatro).
Al narrar el combate, la Gazeta Mercantil del 6 de marzo de ese año expresaba que "entre los bravos que han caído, ninguno se ha distinguido tanto como el señor Robinson, quien mandaba una de las cañoneras. Aún después de haber perdido la pierna, no dejaba de animar a sus marineros; y acababa de asistir a tirar un cañón que por su orden se había cargado cuando recibió la bala fatal".
El 31 de marzo, Robinson fue sepultado en exequias solemnes en el templo de San Francisco de la ciudad de Buenos Aires.